# Mythe de l'utilisation incomplète du cerveau

Crâne et cerveau humains.

Le mythe de l’utilisation incomplète du cerveau est un neuromythe selon lequel la plupart des êtres humains n'utiliseraient que dix pour cent (pour la valeur la plus couramment citée) de leur cerveau. Il est né d'une mauvaise compréhension de l'affirmation selon laquelle les êtres humains n'utilisent que 10 % de leurs capacités intellectuelles en moyenne.

## Mythe
Cette idée est souvent attribuée sans justification à plusieurs personnes. Une origine possible remonte à l'époque victorienne au cours de laquelle apparaît la théorie de la « réserve d’énergie » des psychologues de Harvard William James et Boris Sidis dans les années 1890. Pour vérifier leur théorie, ils élèvent un enfant prodige, William James Sidis, réputé pour avoir un prétendu QI de « 250-300 ».
On a également prêté à Albert Einstein la déclaration selon laquelle ses hautes capacités intellectuelles seraient dues à son aptitude à utiliser plus de 10 % de son cerveau.
Par association avec ce mythe, il est également dit qu’il serait possible d’exploiter ce potentiel par diverses méthodes et ainsi développer son intelligence. Cette thèse a été abondamment reprise dans le mouvement nouvel âge (New age), avec des méthodes pour prétendument développer les 90 % manquants,.
Plusieurs facteurs participant à l’intelligence peuvent être développés par l’entraînement, comme pour les capacités physiques. Cependant l’idée que l'essentiel du cerveau reste inutilisé ne repose sur aucune observation, car même s'il est possible d'observer l'évolution des capacités intellectuelles après un apprentissage, il est plus complexe de le démontrer scientifiquement ; s’il reste de nombreuses questions à propos du fonctionnement du cerveau, on sait néanmoins que chacune de ses aires possède une fonction connue,,.
Le mythe pourrait venir d'une série de confusions journalistiques, à la suite de la découverte des cellules gliales qui constitueraient 90 % du cerveau, selon une croyance erronée (50 % en réalité). Ces cellules n'étant pas des neurones, cela a pu laisser croire à une époque que 10 % seulement de notre cerveau nous servaient à réfléchir. Le fait également que nous n'utilisons jamais toutes les zones de notre cerveau en même temps peut aussi avoir été mal interprété, en oubliant de faire la différence entre taux d'utilisation (certaines zones seraient utilisées et d'autres non) et capacités intellectuelles (toutes les zones seraient utilisées mais de manière réduite).
Il a été exploité au sein d'un genre littéraire en vogue dans les années 1990 et 2000, mélangeant fiction et science, sans pour autant s'inscrire dans un cadre de science-fiction. Dan Brown et L'Encyclopédie du savoir relatif et absolu de Bernard Werber relayent par exemple cette idée reçue sans l'étayer de preuves scientifiques[réf. nécessaire]. 
En 2011, le film Limitless contribue à ancrer cette légende. En 2014, l'argument du film Lucy de Luc Besson repose entièrement sur ce mythe.

## Réfutation

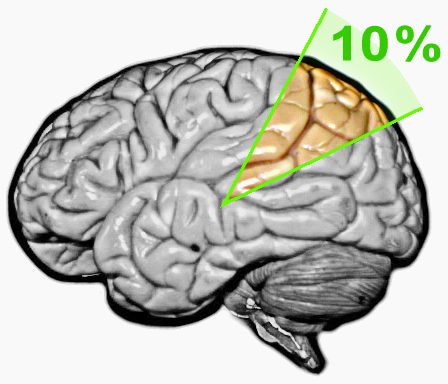
Illustration du mythe des « 10 % ».

Le neurologue Barry Beyerstein (en) propose sept types de preuves qui réfutent le mythe des dix pour cent :
1. les études des lésions cérébrales : si 90 % du cerveau étaient inutilisés, alors les lésions cérébrales de ces zones ne devraient pas détériorer son fonctionnement. Au contraire, il n'existe presque aucune zone cérébrale dont la lésion n'est pas incapacitante. De plus, une légère lésion dans des zones très petites peut avoir de lourdes conséquences sur les capacités intellectuelles ;
2. l'évolution : le cerveau représente un coût énorme comparativement au reste du corps, en matière de consommation de dioxygène et de nutriments. Il peut nécessiter 20 % de l'énergie corporelle – plus que tout autre organe – alors qu'il ne représente que 2 % de la masse corporelle. Si 90 % étaient inutiles, un cerveau plus efficace et plus petit aurait représenté un avantage sélectif énorme. En conséquence, le processus de sélection naturelle aurait éliminé les cerveaux inefficaces, mais cette hypothèse est facilement réfutable par la présence de nombreuses parties du corps humain jugées inutiles mais toujours présentes tels que les mamelons ou la pilosité faciale pour les hommes ou les orteils et leurs ongles ;
3. l'imagerie cérébrale : les technologies telles que la tomographie par émission de positrons (TEP) et l'imagerie par résonance magnétique fonctionnelle (IRMf) permettent de suivre l'activité cérébrale d'un humain vivant. Elles démontrent que chaque partie du cerveau est en activité, au moins partiellement, même pendant le sommeil. Les seules zones qui sont inactives sont des zones lésées gravement ;
4. la localisation des fonctions : au lieu d'être un ensemble qui agit d'un seul tenant, le cerveau possède des zones différentes qui effectuent différents traitements de l'information. Les dizaines d'années de recherches effectuées dans la cartographie fonctionnelle cérébrale n'ont pas révélé de zone sans fonction, seulement des zones plus ou moins utilisées ;
5. l'analyse micro-structurale : dans la technique d'enregistrement unitaire, les chercheurs introduisent une électrode minuscule dans le cerveau pour enregistrer l'activité d'une seule cellule. Si 90 % des cellules étaient inutilisées, cette technique l'aurait mis en évidence. Cette technique ne permet toutefois pas de mesurer le taux d'activité de la cellule et donc si elle est utilisée au maximum de ses capacités ;
6. les études métaboliques : une autre technique scientifique comprend le suivi des molécules de 2-deoxyglucose (en) marquées radioactivement. Si 90 % du cerveau était inactif, alors ces cellules inactives seraient mises en évidence en blanc dans cette scintigraphie du cerveau. Là encore, cette technique ne montre pas un tel résultat ;
7. les maladies cérébrales : les cellules du cerveau qui ne sont pas utilisées ont tendance à dégénérer[citation nécessaire]. En conséquence, si 90 % du cerveau étaient inactifs, l'autopsie des cerveaux des adultes aurait dû révéler une dégénérescence majeure.

Il faut toutefois relativiser ces types de preuves, car ils se focalisent sur l'utilisation des zones physiques du cerveau, en ignorant les capacités intellectuelles et le taux d'utilisation de ces zones. D'autres types de preuve plus complètes et représentatives seraient donc nécessaires.

## Dans la culture populaire

### Cinéma
- Dans Phénomène (1996) de Jon Turteltaub, le personnage principal, George Malley, se découvre des pouvoirs extraordinaires et apprend plus tard qu'il s'agit des conséquences d'une tumeur qui aurait activé certaines zones de son cerveau.
- Dans L'Apprenti Sorcier (2010) de Jon Turteltaub, le sorcier Balthazar Blake explique que c'est l'accès à la partie non utilisée du cerveau qui permet de recourir à la magie.
- Dans Inception (2010) de Christopher Nolan, il est fait allusion à une utilisation incomplète du cerveau lors de la scène où Dominic Cobb et Ariane sont à la terrasse d'un café. Don Cobb y dit également que l'on utilise qu'une fraction de notre cerveau lorsque l'on est éveillé, mais lorsqu'on dort, le cerveau est capable de presque tout.
- Dans Limitless (2011) de Neil Burger, une pilule dénommée NZT permet de décupler le QI d'un individu en lui rendant accessible la partie du cerveau inutilisée. Le film suggère aussi que certains grands dirigeants doivent leur réussite à cette drogue.
- Dans Lucy (2014) de Luc Besson, à la suite de l'infiltration accidentelle d'une drogue dans son corps, une jeune femme voit ses capacités intellectuelles et physiques se développer. Cette substance « colonise » son cerveau, et lui octroie de nouveaux pouvoirs, jusqu'à ce qu'elle atteigne 100 % de ses capacités.

### Télévision
- Dans la série Kyle XY, le héros de la série, Kyle, possède la capacité de se passer de sommeil en utilisant la totalité de son cerveau. Mais ce faisant, il s'expose à la menace permanente d'un AVC.
- Dans la série Stargate SG-1, l'épisode « Prototype » révèle qu'un individu capable d'utiliser plus de la moitié de son cerveau détient des pouvoirs télékinétiques. À partir de 100 % de taux d'utilisation, il peut même réaliser l'ascension spontanément. On retrouve aussi cette idée avec le personnage de Cassandra, lors d'une maladie cérébrale[11].
- Dans la série Les 4400, l'organisation de Jordan Collier se promeut auprès du public en alléguant que chacun a le pouvoir de réveiller en lui la partie inutilisée de son cerveau.

### Bande dessinée et manga
- Deathstroke, un personnage de comics de l'univers de DC Comics, a la capacité d'utiliser les 90 % restants de son cerveau, le rendant plus intelligent, puissant et rapide.
- Dans JoJo's Bizarre Adventure (2005), le masque de pierre libère la capacité totale du cerveau, ce qui transforme les gens l'utilisant en vampires dotés d'une grande puissance de frappe, de saut, etc.